# Dionda argentosa
Dionda argentosa är en fiskart som beskrevs av Girard, 1856. Dionda argentosa ingår i släktet Dionda och familjen karpfiskar. Inga underarter finns listade i Catalogue of Life.